# Medieval II: Total War: Kingdoms
Medieval II: Total War: Kingdoms es la expansión del juego Medieval II: Total War, en la cual se añaden con esta expansión cuatro campañas históricas y nuevas facciones, además de un nuevo abanico de unidades. Una de las características que logra destacar en esta expansión es la posibilidad de jugarla con diferentes campañas, esto da la sensación de que en lugar un juego, se trata de cuatro juegos opcionales.

## Las cuatro nuevas campañas

### Campaña de América
América es una tierra de misterio, de grandes riquezas y exploración, pero labrado con un terreno traidor y habitantes aterrorizantes. Cortés llega en 1519 con una fuerza pequeña de conquistadores y debe confiar en su España natal, los refuerzos y las fuentes que te ayudarán a sobrevivir y a explorar estas nuevas tierras. Gana la gracia de España para ayudarte a explorar el misterio y las riquezas del Nuevo Mundo o toma el control del Imperio Azteca o de las facciones americanas nativas e invita a los dioses y a tus extensos ejércitos a hacer frente a esta nueva amenaza. Construir las alianzas con las tribus indígenas amistosas para reforzar a tus ejércitos con los mercenarios locales. Un nuevo sistema de prestigio permite que los españoles ganen fuentes y refuerzos muy necesarios de España con misiones, batallas y alianzas. Utilizar un anfitrión de agentes nuevos para ayudarte en tu exploración del Nuevo Mundo. Explota las riquezas del Nuevo Mundo, construir acuerdos comerciales para alzar tu prestigio y destapar las reliquias antiguas de gran magnitud. Ver las fuerzas de Inglaterra y de Francia como las nuevas fuerzas de expedición que llegan para arrebatar las riquezas y las recompensas. Jugar como Mesoamérica o facciones nativas americanas y explorar los misterios del mundo nuevo. Adorarte con hombres sabios, altos sacerdotes y danzas ceremoniales o sacrificar a tus enemigos para apaciguar a los dioses. Ir a la guerra con las facciones americanas y limpiar a invasores europeos de tus tierras o aprender y utilizar sus tácticas contra ellos. También hay campaña para desbloquear donde maneja a las colonias inglesas donde son ahora 25 enclaves para controlar solo en el mapa de batalla

#### Lista de facciones
| Facción           | Dificultad    | Jugable       | Notas                                                                              |
| ----------------- | ------------- | ------------- | ---------------------------------------------------------------------------------- |
| Nueva España      | Fácil         | Si            | Buenas unidades acorazadas, tecnológicas y caballería pero número reducido.        |
| Aztecas           | Moderado      | Si            | Tecnología pobre, infantería mal equipada y ejércitos inmensos.                    |
| Mayas             | Moderado      | Si            | Tecnología pobre, infantería mal equipada y ejércitos inmensos.                    |
| Tribus Apaches    | Moderado      | Si            | Buena caballería de proyectil, tecnología robada arqueros e infantería con rifle.  |
| Chichimecas       | Moderado      | Desbloqueable | Buena caballería de proyectil, tecnología robada, arqueros e infantería con rifle. |
| Tlaxcaltecas      | Moderado      | Desbloqueable | Tecnología pobre , infantería mal equipada y ejércitos inmensos.                   |
| Tarascos          | Moderado      | Desbloqueable | Tecnología pobre, infantería mal equipada y ejércitos inmensos.                    |
| Nueva Francia     | No disponible | No            | Poderosa caballería, infantería y tecnología avanzada.                             |
| Colonias Inglesas | Fácil         | Desbloqueable | Poderosa caballería, infantería, tecnología avanzada y arqueros de tiro largo.     |

### Campaña de Britannia
La campaña de Britania implica el extenso, pero estrecho. Reino de Inglaterra que procura conservar su dominación sobre las islas británicas frente a las tentativas por parte de Gales, con sus poderosos arqueros. Escocia, con los piqueros de las tierras altas. Irlanda, dirigidos por William Wallace que ha unificado los pequeños reinos escoceses, y Noruega, que va conquistando Britania por el norte, explotando su época de debilidad. La campaña para desbloquear manejaras a Irlanda y debes controlar 14 o 16 según cual de los dos elijes

#### Lista de facciones
| Facción           | Dificultad    | Jugable | Notas |
| ----------------- | ------------- | ------- | --- |
| Inglaterra        | Fácil         | Si      | Fuerte infantería pesada y arqueros de tiro largo, pero carentes de caballería y lanceros.                                      |
| Escocia           | Fácil         | Si      | Excelentes unidades de piqueros, arqueros e infantería pero carecen de caballería, unidades con armas de fuego y lanceros.      |
| Irlanda           | Moderado      | Si      | Buena caballería, unidades con armas de fuego y jabalineros pero tienen poca variedad de lanceros y carecen de buenos arqueros. |
| Gales             | Difícil       | Si      | Grandes arqueros de tiro largo y excelentes lanceros sin embargo carecen de infantería pesada.                                  |
| Noruega           | Difícil       | Si      | Excelente y poderosa infantería pero carentes de lanceros.                                                                      |
| Alianza del Barón | No disponible | No      | Tienen las mismas unidades que los ingleses excepto los Caballeros Templarios.                                                  |

### Campaña de las Cruzadas
Comenzando en 1174, la campaña de las cruzadas se fija varios años antes del brote de la tercera cruzada, continuando en la cuarta cruzada y más allá. Sigue al reino de Jerusalén y el principado de Antioquía mientras procuran consolidar la presencia de la cristiandad en tierra santa, mientras que los turcos y Egipto procuran conducirlas hacia fuera. Mientras tanto, el imperio Bizantino se esfuerza para recuperar su gloria perdida. Manejaras el Reino de Jerusalén en la campaña extra para conquistar solo 6 enclaves

#### Lista de Facciones
| Facción                 | Dificultad    | Jugable | Notas |
| ----------------------- | ------------- | ------- | --- |
| Reino de Jerusalén      | Fácil         | Si      | Fuerte caballería pesada pero carece de unidades ligeras.                                                            |
| Turcos selyúcidas       | Fácil         | Si      | Buenos arqueros montados e infantería pero carece de caballería pesada en el periodo final.                          |
| Principado de Antioquía | Moderado      | Si      | Buena caballería pesada pero carece de unidades ligeras.                                                             |
| Egipto                  | Moderado      | Si      | Buena caballería pero carece de infantería pesada.                                                                   |
| Imperio bizantino       | Difícil       | Si      | Buena caballería, lanzadores de fuego griego, caballería de proyectil y arqueros pero falta de tropas de escaramuza. |
| Mongoles                | No disponible | No      | Caballería poderosa pero débil infantería.                                                                           |
| República de Venecia    | No disponible | No      | Fuerte infantería de milicia, coloniales pero caballería pobre.                                                      |

### Campaña Teutónica
A partir de 1250, la campaña Teutónica se centra alrededor de las cruzadas bálticas y del conflicto entre el cristianismo, encabezado por la Orden Teutónica, y el paganismo europeo oriental, representado por Lituania, procura formar parte de este conflicto mientras el resto busca una alternativa para aumentar sus riquezas y ver quien dominará el norte de Europa. En la campaña extra debes tomar 22 enclaves, puedes elegir el Sacro Imperio Romano o la Orden Teutonica.

#### Lista de facciones
| Facción              | Dificultad    | Jugable       | Notas                                                                |
| -------------------- | ------------- | ------------- | -------------------------------------------------------------------- |
| Orden Teutónica      | Fácil         | Si            | Excelentes unidades pesadas pero carece de unidades ligeras.         |
| Dinamarca            | Fácil         | Si            | Buenas unidades pesadas e infantería con hacha pero mala caballería. |
| Lituania             | Moderado      | Si            | Excelentes unidades ligeras pero carece de unidades pesadas.         |
| Nóvgorod             | Moderado      | Si            | Buena caballería, simple y de proyectil pero mala infantería.        |
| Sacro Imperio Romano | Moderado      | Desbloqueable | Buenas unidades de todo tipo pero carece de unidades de élite.       |
| Polonia              | Difícil       | Desbloqueable | Excelente caballería pero carece de infantería.                      |
| Noruega              | No disponible | No            | Buena infantería de hacha pero carece de caballería y lanceros.      |
| Mongoles             | No disponible | No            | Muy buena caballería pero carece de infantería.                      |

Como último punto se añaden varias unidades nuevas que por su diferencia resaltan:
- Lanzador de fuego griego (I.Bizantino): Esta unidad de proyectil se basa en el lanzamiento mediante un artefacto de Fuego griego, provocando numerosas bajas en el ejército enemigo.

- Lanzador de Avispones (Mayas): Esta unidad de proyectil, se basa en el lanzamiento de nidos de avispas que incluso son capaces de meterse entre las más eficaces armaduras.

En definitiva incluye las cuatro campañas, 110 unidades nuevas, 13 nuevas facciones, 9 nuevos agentes, 50 edificios nuevos, más de sesenta territorios nuevos, 15 escenarios multijugador nuevos y la posibilidad de una campaña multijugador.
Salió a la venta el 3 de septiembre de 2007.